# Marie Leopoldina ze Šternberka
Marie Leopoldina hraběnka ze Šternberka, také ze Sternbergu, provdaná kněžna z Lichtenštejna (celým jménem Marie Leopoldina Valpurga Eva; 11. prosince 1733 Vídeň – 1. března 1809 Valtice) byla česká šlechtična z rodu Šternberků, po sňatku s budoucím knížetem Františkem Josefem I. z Lichtenštejna se stala lichtenštejnskou kněžnou.

## Život

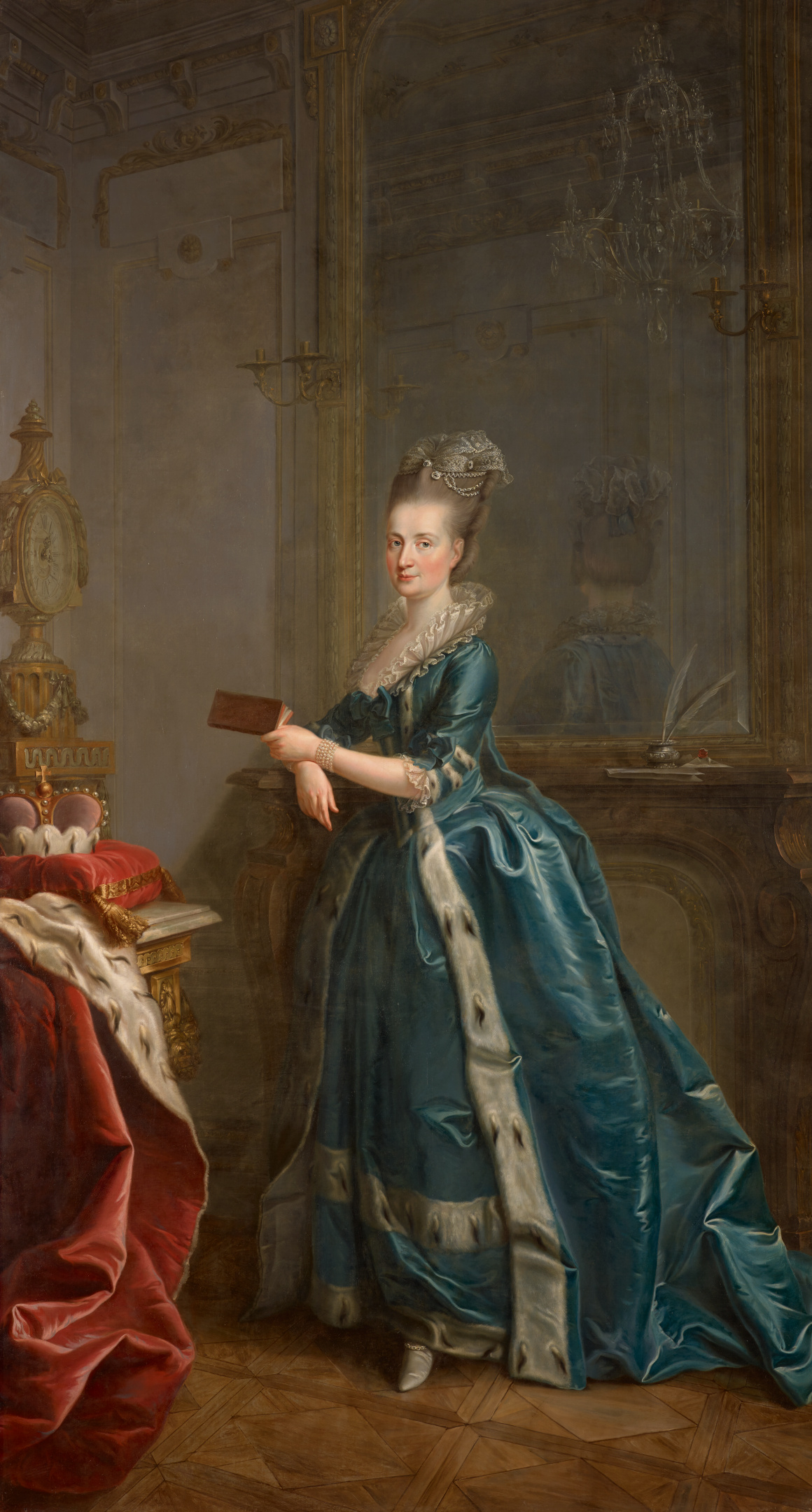
Portrét kněžny Marie Leopoldiny z Lichtenštejna od Augusta Friedricha Oelenhainze

Narodila se jako dcera hraběte Františka Filipa ze Šternberka (1708–1786) a jeho manželky Marie Leopoldiny, rozené hraběnky ze Starhembergu (1712–1800), starší sestry významného diplomata Jiřího Adama

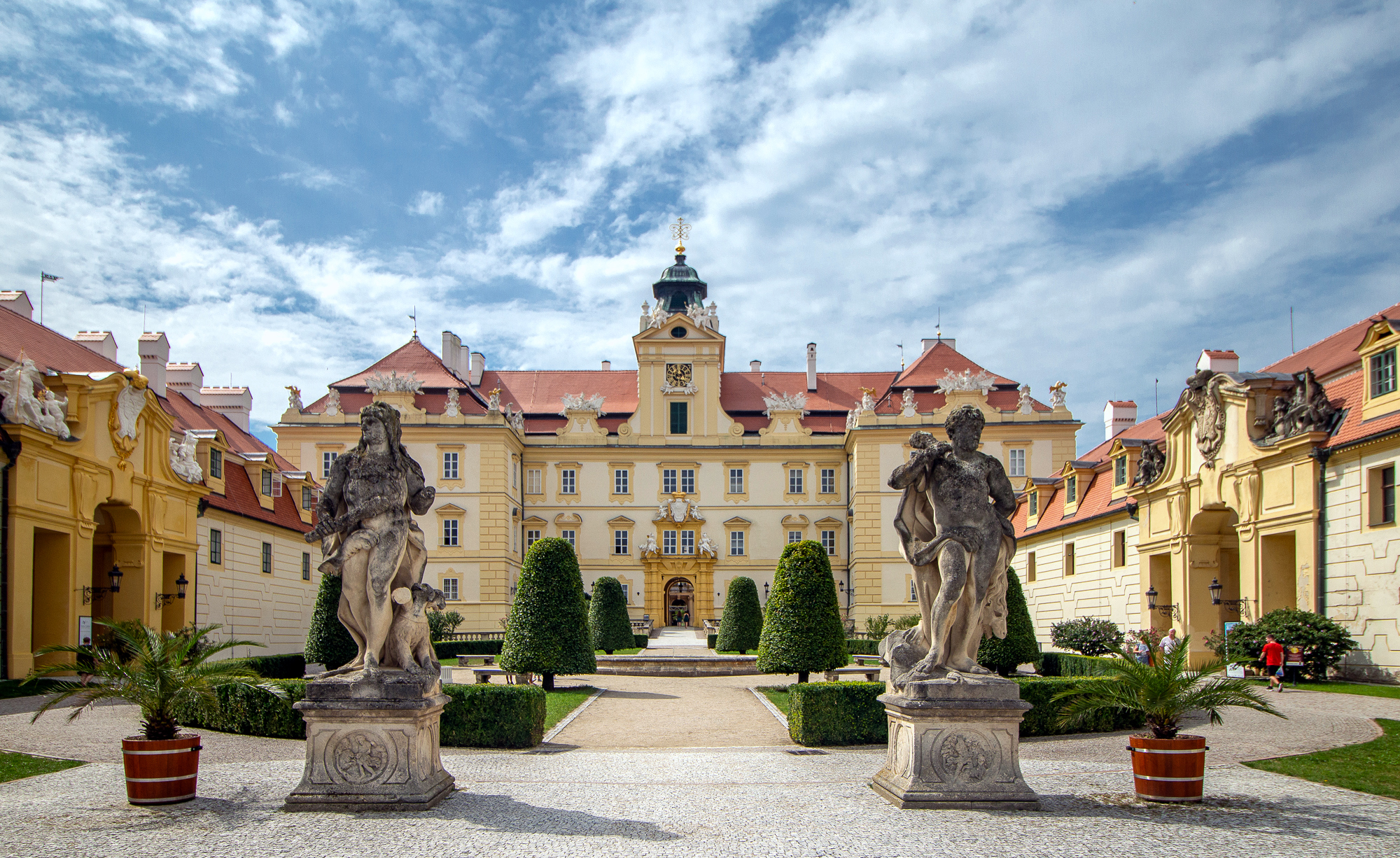
Zámek Valtice

ze Starhembergu.
6. července 1750 se ve Valticích provdala za budoucího knížete Františka Josefa I. z Lichtenštejna (1726–1781), syna panujícího knížete Emanuela z Lichtenštejna (1700–1771) a Marie Antonie z Ditrichštejna (1706–1777).
Když roku 1772 zemřel kníže Josef Václav z Lichtenštejna bez mužského potomka, stal se její manžel František Josef novým panujícím knížetem a hlavou rodu.
Ve Vídni patřila Marie Leopoldina do dámského kruhu Pěti kněžen. Do tohoto salonu vedeného Marií Eleonorou z Lichtenštejna (1745-1812), patřily kromě Marie Leopoldiny také kněžna Marie Josefa z Clary-Aldringenu (1728-1801), Marie Sidonie Kinská z Vchynic a Tetova (1729-1815), a pánové Franz Moritz von Lacy (1725-1801), císařský polní maršál a kníže František Xaver z Orsini-Rosenbergu z Orsini-Rosenbergu, dlouholetý nejvyšší komoří císařského dvora (1723-1796). Oficiálně politická poradní společnost císaře Josefa II. projednávala státní záležitosti. S císařem se scházela jednou týdně, ale po roce 1780 již čtyřikrát týdně. Po dvě desetiletí zde však císař nacházel spíše odpočinek od svých vládních povinností. 
Letní měsíce trávila na zámcích Valtice a Lednice. Byla považována za vynikající hostitelku a organizátorku večírků.
V roce 1781 doprovázela svého manžela do lázní v belgickém Spa, aby se zotavil v místních lázních. Během následné cesty do Paříže její manžel ve věku 54 let zemřel.
Po smrti manžela požívala dle závěti vdovský důchod ve výši 12 000 guldenů. Většinu posledních let strávila se svou nejmladší dcerou Marií Josefou Hermegildou v Hütteldorfu u Vídně, kde vlastnila pozemek se zahradou, a ve venkovském domě v Neuwaldeggu, který se nacházel blízko bydliště jejího přítele, polního maršála hraběte Franze Moritze von Lacy.
Marie Leopoldina zemřela dne 27. června 1809 ve věku 75 let ve valtickém zámku a byla pochována v zámecké kapli. Nna základě závěti byly její ostatky v roce 1810 převezeny do Hütteldorfu a pohřbeny v tamním farním kostele sv. Ondřeje Apoštola.

### Manželství a potomstvo
Z jejího manželství s Františkem Josefem z Lichtenštejna se narodilo osm dětí:
- 1. Josef František (6. července 1752 – 17. února 1754), zemřel jako dítě
- 2. Leopoldina Marie (30. ledna 1754 – 16. října 1823)
  - ⚭ (1771) Karel Emanuel Hesensko-Rotenburský (5. června 1746 – 23. března 1812), lankrabě hesensko-rotenburský
- 3. Marie Antonie (14. března 1756 – 1. prosince 1821), jeptiška v Essenu
- 4. František Josef (19. května 1758 – 15. srpna 1760), zemřel jako dítě
- 5. Alois I. (14. května 1759 – 24. března 1805), lichtenštejnský kníže od roku 1781 až do své smrti, 
  - ⚭ (1783) Karolína z Manderscheid-Blankenheimu (13. listopadu 1768 – 1. března 1831)
- 6. Jan I. Josef (26. června 1760 – 20. dubna 1836), polní maršál, 10. kníže z Lichtenštejna v letech 1805–1806 a pak znovu v letech 1814–1836
  - ⚭ (1792) Josefína, lankraběnka z Fürstenbergu-Weitry (21. června 1776 – 23. února 1848)
- 7. Filip Josef (2. července 1762 – 18. května 1802), svobodný a bezdětný
- 8. Marie Josefa (13. dubna 1768 – 8. srpna 1845)
  - ⚭ (1783) kníže Mikuláš II. Esterházy z Galanty (12. prosince 1765 – 24. listopadu 1833)

## Vývod z předků
|                                |                                                         |  |                                 |                                                  |  |  |  |  |  |  |  | Jan Rudolf ze Šternberka |
|                                |                                                         |  |                                 |                                                  |  |  |  |  |  |  |  |                          |
|                                | Oldřich Adolf Vratislav ze Šternberka                   |  |                                 |                                                  |  |  |  |  |  |  |  |                          |
|                                |                                                         |  |                                 |                                                  |  |  |  |  |  |  |  |                          |
|                                |                                                         |  |                                 | Helena Eustachie Křinecká z Ronova               |  |  |  |  |  |  |  |                          |
|                                |                                                         |  |                                 |                                                  |  |  |  |  |  |  |  |                          |
|                                | František Damián ze Šternberka                          |  |                                 |                                                  |  |  |  |  |  |  |  |                          |
|                                |                                                         |  |                                 |                                                  |  |  |  |  |  |  |  |                          |
|                                |                                                         |  |                                 | Jáchym Oldřich Slavata z Chlumu a Košumberka     |  |  |  |  |  |  |  |                          |
|                                |                                                         |  |                                 |                                                  |  |  |  |  |  |  |  |                          |
|                                | Anna Lucie Slavatová z Chlumu a Košumberka              |  |                                 |                                                  |  |  |  |  |  |  |  |                          |
|                                |                                                         |  |                                 |                                                  |  |  |  |  |  |  |  |                          |
|                                |                                                         |  |                                 | Marie Františka z Meggau                         |  |  |  |  |  |  |  |                          |
|                                |                                                         |  |                                 |                                                  |  |  |  |  |  |  |  |                          |
|                                | František Filip ze Šternberka                           |  |                                 |                                                  |  |  |  |  |  |  |  |                          |
|                                |                                                         |  |                                 |                                                  |  |  |  |  |  |  |  |                          |
|                                |                                                         |  |                                 | Maxmilián z Trauttmansdorffu                     |  |  |  |  |  |  |  |                          |
|                                |                                                         |  |                                 |                                                  |  |  |  |  |  |  |  |                          |
|                                | Jan Bedřich z Trauttmansdorffu                          |  |                                 |                                                  |  |  |  |  |  |  |  |                          |
|                                |                                                         |  |                                 |                                                  |  |  |  |  |  |  |  |                          |
|                                |                                                         |  |                                 | Marie Žofie Pálffyová z Erdődu                   |  |  |  |  |  |  |  |                          |
|                                |                                                         |  |                                 |                                                  |  |  |  |  |  |  |  |                          |
|                                | Marie Josefa z Trauttmansdorffu                         |  |                                 |                                                  |  |  |  |  |  |  |  |                          |
|                                |                                                         |  |                                 |                                                  |  |  |  |  |  |  |  |                          |
|                                |                                                         |  |                                 | Václav Jiří Holický ze Šternberka                |  |  |  |  |  |  |  |                          |
|                                |                                                         |  |                                 |                                                  |  |  |  |  |  |  |  |                          |
|                                | Marie Eleonora ze Šternberka                            |  |                                 |                                                  |  |  |  |  |  |  |  |                          |
|                                |                                                         |  |                                 |                                                  |  |  |  |  |  |  |  |                          |
|                                |                                                         |  |                                 | Voršila Polyxena Bořitová z Martinic             |  |  |  |  |  |  |  |                          |
|                                |                                                         |  |                                 |                                                  |  |  |  |  |  |  |  |                          |
| Marie Leopoldina ze Šternberka |                                                         |  |                                 |                                                  |  |  |  |  |  |  |  |                          |
|                                |                                                         |  |                                 |                                                  |  |  |  |  |  |  |  |                          |
|                                |                                                         |  | Konrád Baltazar ze Starhembergu |                                                  |  |  |  |  |  |  |  |                          |
|                                |                                                         |  |                                 |                                                  |  |  |  |  |  |  |  |                          |
|                                | František Otakar ze Starhembergu                        |  |                                 |                                                  |  |  |  |  |  |  |  |                          |
|                                |                                                         |  |                                 |                                                  |  |  |  |  |  |  |  |                          |
|                                |                                                         |  |                                 | Kateřina Františka z Cavriani                    |  |  |  |  |  |  |  |                          |
|                                |                                                         |  |                                 |                                                  |  |  |  |  |  |  |  |                          |
|                                | Konrád Zikmund ze Starhembergu                          |  |                                 |                                                  |  |  |  |  |  |  |  |                          |
|                                |                                                         |  |                                 |                                                  |  |  |  |  |  |  |  |                          |
|                                |                                                         |  |                                 | Jan Ota z Rindsmaulu                             |  |  |  |  |  |  |  |                          |
|                                |                                                         |  |                                 |                                                  |  |  |  |  |  |  |  |                          |
|                                | Maria Cacilia von Rindsmaul                             |  |                                 |                                                  |  |  |  |  |  |  |  |                          |
|                                |                                                         |  |                                 |                                                  |  |  |  |  |  |  |  |                          |
|                                |                                                         |  |                                 | Eleonora z Ditrichštejna                         |  |  |  |  |  |  |  |                          |
|                                |                                                         |  |                                 |                                                  |  |  |  |  |  |  |  |                          |
|                                | Marie Leopoldina ze Starhembergu                        |  |                                 |                                                  |  |  |  |  |  |  |  |                          |
|                                |                                                         |  |                                 |                                                  |  |  |  |  |  |  |  |                          |
|                                |                                                         |  |                                 | Ferdinand Karel z Löwenstein-Wertheim-Rochefortu |  |  |  |  |  |  |  |                          |
|                                |                                                         |  |                                 |                                                  |  |  |  |  |  |  |  |                          |
|                                | Maxmilián Karel z Löwenstein-Wertheim-Rochefortu        |  |                                 |                                                  |  |  |  |  |  |  |  |                          |
|                                |                                                         |  |                                 |                                                  |  |  |  |  |  |  |  |                          |
|                                |                                                         |  |                                 | Anna Marie z Fürstenbergu                        |  |  |  |  |  |  |  |                          |
|                                |                                                         |  |                                 |                                                  |  |  |  |  |  |  |  |                          |
|                                | Marie Leopoldina Löwensteinsko-Wertheimsko-Rochefortská |  |                                 |                                                  |  |  |  |  |  |  |  |                          |
|                                |                                                         |  |                                 |                                                  |  |  |  |  |  |  |  |                          |
|                                |                                                         |  |                                 | Matyáš Khuen z Belasi                            |  |  |  |  |  |  |  |                          |
|                                |                                                         |  |                                 |                                                  |  |  |  |  |  |  |  |                          |
|                                | Marie Polyxena z Khuen-Belasi                           |  |                                 |                                                  |  |  |  |  |  |  |  |                          |
|                                |                                                         |  |                                 |                                                  |  |  |  |  |  |  |  |                          |
|                                |                                                         |  |                                 | Anna Zuzana Apolonie z Meggau                    |  |  |  |  |  |  |  |                          |
|                                |                                                         |  |                                 |                                                  |  |  |  |  |  |  |  |                          |